# Centre Democràtic Croat
El Democratic Centre (croat: Demokratski centar, DC) és un partit polític de Croàcia.
El partit fou fundat l'any 2000 per Mate Granić, que abandonà la Unió Democràtica Croata (HDZ) després de perdre les eleccions legislatives i la derrota a les eleccions presidencials. DC es proclamà com la versió moderada de HDZ. El 2003 obtingué 1 ministeri al Govern Croat.
El líder del partit és Vesna Škare Ožbolt i té un representant al Parlament Croat.
A les últimes eleccions legislatives croates, el 23 de novembre del 2003, una aliança del Partit Social Liberal Croat i el Centre Democràtic aconseguí el 4% del vot popular i 3 de 151 diputats. Un d'aquests diputats pertany al DC. A les eleccions de 2009, però, van perdre l'escó.

## Resultats electorals
| Elecció | %           | Escons |
| 2003    | 0,66        | 1      |
| 2007    | en coalició | 0      |